# Marquinos Parana

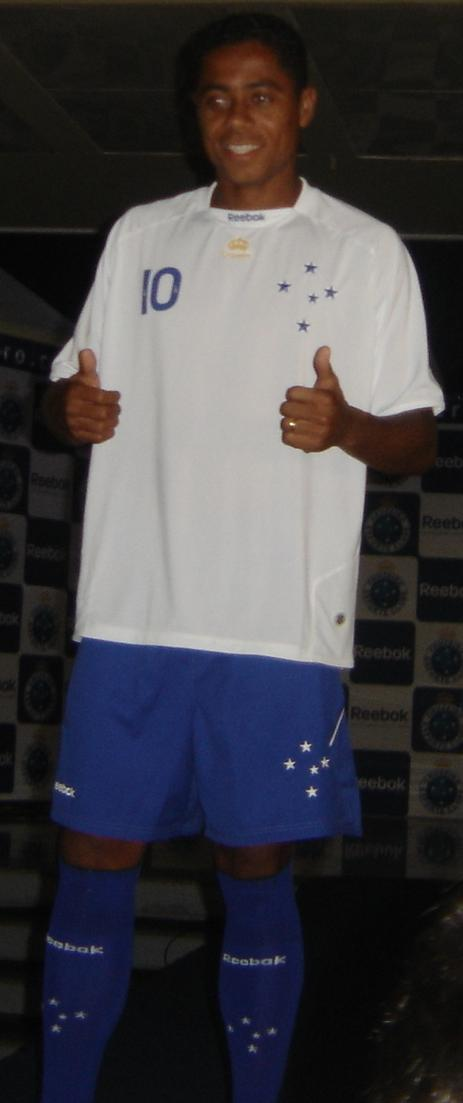

Marquinos Parana (20 juli 1977) is een Braziliaans middenvelder die voor Cruzeiro EC speelt.

## Clubs
- 1996-1997  Paraná
- 1998-2002  CRB AL
- 2002-2003  Figueirense
- 2003-2004  Marília
- 2004-2005  Avái
- 2005-2007  Figueirense
- 2007-2008  Jubilo Iwata
- 2008-...       Cruzeiro

## Palmares
1996
- Winnaar staatskampioenschap (-20) van Paraná (met Paraná)

1997
- Winnaar staatskampioenschap (-20) van Paraná (met Paraná)

2002
- Winnaar staatskampioenschap van Santa Catarina (met Figueirense)

2006
- Winnaar staatskampioenschap van Santa Catarina (met Figueirense)

2008
- Beste defensieve middenvelder van Minas Gerais
- Winnaar van staatskampioenschap van Minas Gerais (met Cruzeiro)

2009
- Beste middenvelder in staatskampioenschap van Minas Gerais
- Winnaar van staatskampioenschap van Minas Gerais (met Cruzeiro)

## Trivia
- Hij heeft zijn lot verbonden aan coach Adilson Batista. De twee werkten voor het eerst samen bij Figueirense en Marquinhos volgde hem daarna naar Japan en Cruzeiro.